# État d'urgence sanitaire
Pour un article plus général, voir État d'urgence.
L'état d'urgence sanitaire est une disposition juridique exceptionnelle qui doit permettre à un État de faire face à une situation d'urgence concernant une épidémie, pandémie ou crise sanitaire mettant en péril tout ou partie du pays en question.

## Canada
Au Canada, la santé est principalement de compétence provinciale. Il revient principalement aux provinces de déclarer l'état d'urgence sanitaire et les modalités de celui-ci varient de l'une à l'autre. Toutefois, les maladies affectant les humains, les animaux ou les végétaux entrent dans la définition de « sinistre » de la Loi sur les mesures d'urgence du gouvernement fédéral.  

### Ontario
En droit ontarien, les critères pour la déclaration d'un état d'urgence sanitaire sont prévus à l'article 7.0.1 (3) de la Loi sur la protection civile et la gestion des situations d'urgence .

### Québec
En droit québécois, les règles concernant la déclaration de l'état d'urgence sanitaire sont prévues aux articles 118 à 130 de la Loi sur la santé publique.
Le Québec a vécu continuellement sous l'état d'urgence sanitaire pendant deux années consécutives entre mars 2020 et mars 2022. Sans remettre en cause la gravité de la pandémie de la COVID-19 ou l'opportunité de déclarer l'état d'urgence sanitaire, des professeurs de droit critiquent toutefois la loi actuelle au motif que son mécanisme démocratique de reddition de compte devant l'Assemblée nationale est facultatif plutôt qu'obligatoire, car d'après l'article 119 L.S.P., un gouvernement peut ou bien renouveler l'état d'urgence tous les 10 jours sans l'assentiment de l'Assemblée nationale ou bien renouveler l'état d'urgence tous les 30 jours avec l'assentiment de l'Assemblée nationale. 
Hormis l'obligation peu contraignante de déposer un rapport final à l'art. 129 LSP,  il n'y a donc pas de contrôle parlementaire obligatoire pendant l'état d'urgence comme pour la Loi sur les mesures d'urgence du législateur fédéral. Cela a permis au gouvernement Legault de renouveler l'état d'urgence sanitaire tous les 10 jours sans véritable contrôle parlementaire, même pendant les périodes de relative accalmie de la COVID-19.

## États-Unis
Aux États-Unis, une déclaration d'urgence de santé publique libère des ressources destinées à faire face à une crise de santé publique réelle ou potentielle. Les exemples récents incluent:
- des incidents d'inondations
- des phénomènes climatiques graves  [8]
- la pandémie de grippe porcine de 2009, que la secrétaire de la Sécurité intérieure Janet Napolitano a décrite comme une « déclaration de préparation aux situations d'urgence »[9].
- la pandémie de COVID-19 [10]
- La crise des opioïdes

## France
Disposition exceptionnelle du droit français, l’état d'urgence sanitaire est un régime juridique créé en 2020, au début de la pandémie de Covid-19, et abrogé en 2022. Il donne des pouvoirs exceptionnels au Gouvernement, comme la possibilité d’interdire des déplacements et des réunions.
L’état d'urgence sanitaire est déclaré par décret en conseil des ministres « en cas de catastrophe sanitaire mettant en péril, par sa nature et sa gravité, la santé de la population ». Le Parlement autorise les prorogations.
L’état d’urgence sanitaire est appliqué nationalement à deux reprises : entre le 24 mars 2020 et le 10 juillet 2020, et entre le 17 octobre 2020 et le 1er juin 2021. Des régimes « de sortie » sont appliqués entre ces deux périodes et entre le 2 juin 2021 et le 31 juillet 2022. Dans certaines collectivités d’outre-mer, l’état d’urgence sanitaire est de plus appliqué à l’été 2021 et à l’hiver 2021-22.
L'Etat d'urgence sanitaire se distingue de l'Etat d'urgence prévu par la loi n°55-385 du 3 avril 1955 (atteintes graves à l’ordre public et calamité publique) principalement en ce que la déclaration de l'état d'urgence sanitaire ne concerne que le cas "de catastrophe sanitaire mettant en péril, par sa nature et sa gravité, la santé de la population" (CSP, art. L. 3131-12) . Dans les deux cas, les atteintes aux libertés publiques sont possibles. Les justifications avancées pour la création d'un régime d'état d'urgence sanitaire différent de celui d'état d'urgence mais aussi des pouvoirs dont dispose déjà le ministre de la santé au titre du Code de la santé publiques font l'objet de débats.

## Droit international
Une urgence de santé publique de portée internationale (USPPI) est une déclaration de l'Organisation mondiale de la santé (OMS) quand survient « un événement extraordinaire dont il est déterminé qu’il constitue un risque pour la santé publique dans d’autres États en raison du risque de propagation internationale de maladies et qu’il peut requérir une action internationale coordonnée ».